# دوغ بيكر
دوغ بيكر (بالإنجليزية: Doug Baker)‏ هو لاعب كرة قاعدة أمريكي، ولد في 3 أبريل 1961 في فوليرتون في الولايات المتحدة.

## وصلات خارجية
- دوغ بيكر على موقعبيزبول رفرنس.كوم (الدوري الرئيسي) (الإنجليزية)
- دوغ بيكر على موقعبيزبول رفرنس.كوم (الدوري الثانوي) (الإنجليزية)
- دوغ بيكر على موقع جمعية أبحاث البيسبول الأمريكية (الإنجليزية)
- دوغ بيكر على موقع مشجعي الرسوم البيانية (الإنجليزية)